# Топчу, Нуреттин
Нуреттин Топчу (20 ноября 1909, Стамбул — 10 июля 1975, Стамбул) — турецкий писатель

, педагог и философ

.

## Биография
Родился 20 ноября 1909 года в Стамбуле. Там же окончил лицей. В 1928 году уехал в Париж для продолжения учёбы. Во Франции Топчу проучился 6 лет. В это время он изучал философию, этику, психологию, философию искусства, историю, логику, социологию, а также археологию. Также он получил степень бакалавра в области истории искусства в Страсбургском университете.
В 1934 году в Сорбоннском университете получил степень доктора философии за работу «Конформизм и мятеж». В Париже Топчу познакомился с рядом турецких интеллектуалов, среди них были Зияэддин Фахри Фындыкоглу, Ремзи Огуз Арык, Самед Агаоглу, Омер Лютфи Баркан и Бесим Даркот.
Летом 1934 года вернулся в Турцию. Там он встретил суфийского лидера Абдулазиза Беккине, который оказал на идеи Топчу сильное влияние. Несмотря на полученное во Франции образование, преподавать в университетах Топчу не мог, поскольку власти опасались распространения его идей, но ему удалось устроиться в Галатасарайский лицей. За свои работы Топчу подвергался преследованию, ему неоднократно приходилось менять место работы.
Осенью 1944 года Топчу стал преподавателем стамбульского лицея для мальчиков. Там он проработал 18 лет.
В 2017 году за «работы, посвящённые Анатолии» посмертно стал лауреатом Большой премии президента Турецкой Республики в области культуры и искусств.